# Pia Camil
Pia Camil (Cidade de México, 1980) é uma artista mexicana. Sua obra comprende escultura, instalação, performance e arte têxtil, entre outras expressões. Seu estilo evoca a paisagem urbana da Cidade de México, o modernismo bem como a publicidade urbana e os escaparates e uma crítica aberto ao consumismo. Suas obras integram a participação das pessoas na mesma, como o caso da  A pot por latch, em onde além de se evocar as estruturas de comércio ambulante, as pessoas que visitam a exposição podem intervir a peça vestindo parte da mesma.
Estudou na Rhode Island School of Design e na Slade School of Fine Art de Londres.

## Obra

### Exposições individuais
- "Slats, Skins & Shopfittings”, Blum & Poe, Nova York (2016)
- "A Pot for a Latch", New Museum, Nova York (2016)
- "Skins", Contemporary Arts Center, Cincinnati (2015)
- "The Little Dog Laughed", Blum & Poe, Los Angeles (2014)
- "Espectacular Telón", Sultana Gallery, Paris (2013)
- "Cuadrado Negro", Centro-Museu Basco de Arte Contemporânea, Vitoria-Gasteiz, Espanha (2013)
- "El resplandor", Galeria OMR, Cidade de México (2009).